# 7G-TRONIC
7G-TRONIC（セブン-ジートロニック）は、メルセデス・ベンツの車両に搭載されている、前進7段・後進2段のオートマチックトランスミッション（AT）である。

## 解説
7G-TRONICは2003年発売のSクラス、EクラスなどのV8エンジン搭載モデルに初めて採用され、当時量産車では初めての7速ATとなった。それ以来、AMGモデルを除くV8エンジン搭載モデルとディーゼルエンジンを含むほとんどのV6エンジン搭載モデルで利用されているが、まだV12エンジン搭載モデルでの採用例はない。現在、より素早いシフトチェンジが可能な「7G-TRONIC Sport」も開発され、Sクラス（W221）に採用されている。ドイツのシュトゥットガルト（ダイムラー・ベンツの原型の生産工場でもある）で製造されている。

## 特徴
ダイムラー社は、7G-TRONICが100 kmの走行につき最高0.6 Lの燃料を節約することができると主張しており、加速性能においても、5速マニュアルトランスミッション（MT）を上回っているとしている。
7G-TRONICは、2つの後進用のギア比を持つ点でも珍しく、コンフォートモードでの設定では、前方または後進時に2速発進を行うことで、滑りやすい路面での発進や、日常での緩やかな発進を支援している（ギヤ比:R1 3.416、R2 2.231）
追い越し加速などでシフトダウンするとき、ギアを跳ばし、より速い加速を行うことができる。さらには1速を含む7段全てでロックアップ制御を行うため、効率的な動力伝達を実現している。重量については、ケース全体をマグネシウム合金で製造しているため、従来の5速ATからわずかに増しているものの軽量化に成功した。